# John Ford (filmrendező)
John Ford (Cape Elizabeth, Maine, 1894. február 1. – Palm Desert, Kalifornia, 1973. augusztus 31.), négyszeres Oscar-díjas amerikai filmrendező és filmproducer.
John Ford 50 éves karrierje során több mint 140 filmet rendezett – bár a némafilmjei mostanra szinte mind elvesztek –, generációja legelismertebb és egyik legnagyobb hatású rendezője volt. Filmjeit és személyét kollégái tisztelték, Ingmar Bergman és Orson Welles minden idők egyik legnagyobb filmkészítőjének tartották. Pályafutása során Ford négy alkalommal kapta meg az Amerikai Filmakadémia legrangosabb elismerését, a legjobb rendezőnek járó Oscar-díjat, ezzel mindmáig ő a csúcstartó.

## Pályafutása

### Fiatalkora
Ford John Martin Feeney-ként látta meg a napvilágot 1894-ben Maine államban. Édesapja, John Augustine Feeney és édesanyja, Barbara Curran még Írországban születtek. Tanulmányait a Portlandben fejezte be, majd Kaliforniába költözött, hogy filmekben dolgozhasson. Ekkor kezdte el használni a John Ford nevet. Szerepelt D. W. Griffith 1915-ös klasszikusában is, az Egy nemzet születésében, a Ku Klux Klan egyik lovasát alakította.
1920-ban feleségül vette Mary McBryde Smitht, akitől két gyermeke született. Házasságuk Ford haláláig tartott, bár a rendezőnek számos házasságon kívüli kapcsolata volt.

### Némafilmes korszak
John kezdetben bátyja, Francis mellett kezdett el dolgozni mint asszisztens, statiszta vagy alkalmi előadó. Később a Universal Pictures főnöke, Carl Laemmle felfigyelt tehetségére és rövidebb rendezéseket kezdtek rábízni. Első játékfilmjét 1917-ben forgatta Straight Shooting címmel, ami annak a két filmek az egyike, ami túlélte az idő fogát a közte és Harry Carey együttműködéséből származó 25 filmnek. A következő három évben 36 filmet rendezett az Universalnak, majd átigazolt William Fox stúdióhoz, ahol első filmjét, a Just Pals-t forgatta.
1924-ben gyártotta első nagyszabású produkcióját, A tűzparipa című történelmi drámát, ami az első, kontinenst átszelő vasútról szólt. Hosszú és költséges produkció volt, amit Sierra Nevadában forgattak. Hatalmas logisztikai egységet vonultattak fel, többek között egy lovas regimentet, 800 indiánt, 1300 bölényt, 2000 lovat és 10 000 szarvasmarhát. A végeredmény kasszasiker lett, a film világszerte 2 millió dollár bevételt hozott a 280 ezer dolláros költségvetés ellenében.
Ford utolsó néma westernfilmje a 3 Bad Men volt, 1926-ban.

### 1928–1939
Ford a hangosfilmek egyik úttörője volt. Első filmje, amiben már hallatszottak hangeffektusok, a Mother Machree volt. Utolsó némafilmje az 1928-as Hangman's House, amiben a fiatal John Wayne is feltűnik. 1930-ban három filmet készített, köztük az Up in the Rivert, melyben Spencer Tracy és Humphrey Bogart is debütált. Egy évvel később a Helen Hayes főszereplésével készült Sinclair Lewis adaptáció, az Arrowsmith négy Oscar-jelölést hozott. 1934-ben forgatja Az elveszett őrjárat című  első világháborús drámát Victor McLaglennel és a horrorikon Boris Karloffal. Ez a nagy sikerű, 1929-es némafilm, a Lost Patrol feldolgozása. Ford a következő évben készült munkájával vált Amerika legismertebb rendezőjévé, miután a A besúgóval elnyerte az Akadémia legjobb rendezésért járó díját. Az Ír Köztársasági Hadseregről szóló produkciót a legjobb film kategóriájában is jelölték és Victor McLaglen Oscar-díjat kapott a legjobb férfi alakításért. 1936-ban egy politikai drámát készít Abraham Lincoln meggyilkolásáról, The Prisoner of Shark Island címmel, ebben a filmben tűnik fel először John Carradine, aki a későbbiekben még több filmjében is látható, és Katharine Hepburnnel is dolgozik a Mary of Scotlandban.

### 1939–1941
A Hatosfogat volt Ford első westernje a 3 Bad Men óta. A történet alapjául Ernest Haycoxnek a Collier's magazinban megjelent írásai szolgáltak, melynek jogaiért 2500 dollárt fizettek a kiadónak. A produkciós főnök Walter Wanger eredetileg olyan befutott sztárokat akart a főszerepben látni, mint Gary Cooper és Marlene Dietrich, de Ford nyomására barátja, John Wayne és Claire Trevor kerültek a filmbe. Ez állítólag egy kis feszültséget is okozott a produkció körül. Végül a film anyagi és szakmai szempontból is sikeres lett. A 400 ezer dolláros költségvetés ellenében több mint 1 millió dolláros bevételt produkált, emellett a hét Oscar-jelöléséből kettőt sikerült begyűjtenie. John Wayne hálás lehetett a rendező bizalmáért, mert a Hatosfogattal vált filmcsillaggá. Ford és Wayne kapcsolata mindig is szoros maradt, 35 év alatt 24 filmben dolgoztak együtt. Szintén 1939-ben forgatta Ford az első színes filmjét, az Amerikai függetlenségi háború előtt játszódó Dobok a Mohawk mentént Henry Fondával és Claudette Colberttel a főszerepben. Szintén hatalmas kasszasiker volt, az első évben 1,25 millió dollárt hozott az Egyesült Államokban. Annak dacára, hogy egyesek John Steinbeck Érik a gyümölcs című regényét kommunista propagandával vádolták meg, Ford mégis megfilmesítette a művet. Merészségét siker koronázta, mert az 1,1 millió dolláros bevétel mellett az Érik a gyümölccsel elnyerte második rendezői Oscarját is.
Ford utolsó filmje, mielőtt Amerika belépett volna a második világháborúba a Walter Pidgeon,  Maureen O’Hara és  Roddy McDowall főszereplésével készült a  Hová lettél, drága völgyünk? volt. A film egy walesi bányászcsaládról szól, ezért eredetileg Walesben  akarták a felvételeket gyártani, de ez a német bombázások miatt meghiúsult. Végül a kaliforniai San Fernando völgyben forgattak. A film öt Oscar-díjat nyert, Ford rendezését ezúttal is díjazták. Emellett a  York őrmester mögött az év második anyagilag legsikeresebb filmje volt 3 millió dollárral.

### Háborús évek
Az Egyesült Államok hadbalépése után Ford az Amerikai Haditengerészetnél szolgált, és a kormány megbízásából propagandafilmeket készített, többek között az 1942-es midwayi csatáról („The Battle of Midway”, 1942) és a Pearl Harbor elleni 1941-es japán támadásról („December 7th”, 1943). A Normandiai partraszállásnál az Omaha partszakaszon teljesített szolgálatot, felvételeket is készített az invázióról. A felvételei nagyon realisztikusra sikeredtek, ezért csak kis közönség számára vetítették le, Londonban meg is vágták. 1964-ben Ford egy interjúban azt nyilatkozta, hogy a kormány félt bemutatni a nagyközönség előtt egy olyan felvételt, melyen olyan sok amerikai áldozat van, de hozzátette, hogy a film létezik még színesben egy anacostiai archívumban Washington mellett. 30 évvel később Stephen E. Ambrose történész bejelentette, hogy az Eisenhower Center képtelen nyomára bukkanni a filmnek. Ford ellentengernagyként szerelt le, de a haditengerészet tartalékosai között maradt.
A háború után az első filmje a My Darling Clementine című western volt Henry Fondával, egy romantikus Wyatt Earp történet. Ezzel a filmmel nyerte el első nem amerikai filmes díját, az Olasz Filmújságírók Nemzeti Testülete Ezüst Szalagját, a legjobb külföldi filmnek járó díjat.

### Az 1950-es évek
1950-ben forgatta a Rio Grande című, indiánháborúk idején játszódó filmet John Wayne-nel és Maureen O’Harával. A film érdekessége, hogy szerepel benne Wayne fia, Patrick is, és mindössze 32 nap alatt elkészültek a produkcióval. 1952-ben szintén a Rio Grande főszereplő-párosával készítette a A nyugodt férfi című drámát. Ezt a projektet már az 1930-as évek óta meg akarta csinálni, de különböző okok miatt állandóan el kellett halasztania. A film végül az addigi legsikeresebb produkciójává vált a 4 millió dolláros bevételével, és Ford a negyedik Oscar-díját nyerte el vele. A cannes-i fesztiválra először a The Sun Shines Bright című westernkomédiáját jelölték. Következő filmje a Mogambo volt, amely az 1932-es Red Dust feldolgozása. A filmet Afrikában forgatta, régi barátja, Clark Gable mellett Grace Kellyvel és Ava Gardnerrel. A felvételek nem voltak zökkenőmentesek, Gardner akkori férje, Frank Sinatra jelenléte is zavarta a forgatást. Bár a film 5,2 millió dolláros sikere kárpótolta az alkotókat. Az 1950-es évek közepén Ford csinált pár epizódot tévésorozatoknak, majd a Warner Brothers felkérésére 1956-ban Az üldözőkkel visszatért a vászonra. A John Wayne főszereplésével készült filmet minden idők egyik legjobb westernjeként emlegetik. A film többek között David Lean és George Lucas munkásságára is hatással volt. Az 1957-es A sasok szárnyaiban szintén Wayne-nel dolgozott együtt. Egy évvel később a The Last Hurrahban Spencer Tracy kapta a főszerepet. Tracy az 1930-as Up in the Riverben történő debütálása óta nem dolgozott Forddal. A szerepet eredetileg Orson Wellesnek ajánlották, de Welles ügynöke az ügyfele tudomása nélkül visszautasította azt.

### Utolsó évek: 1960–1973

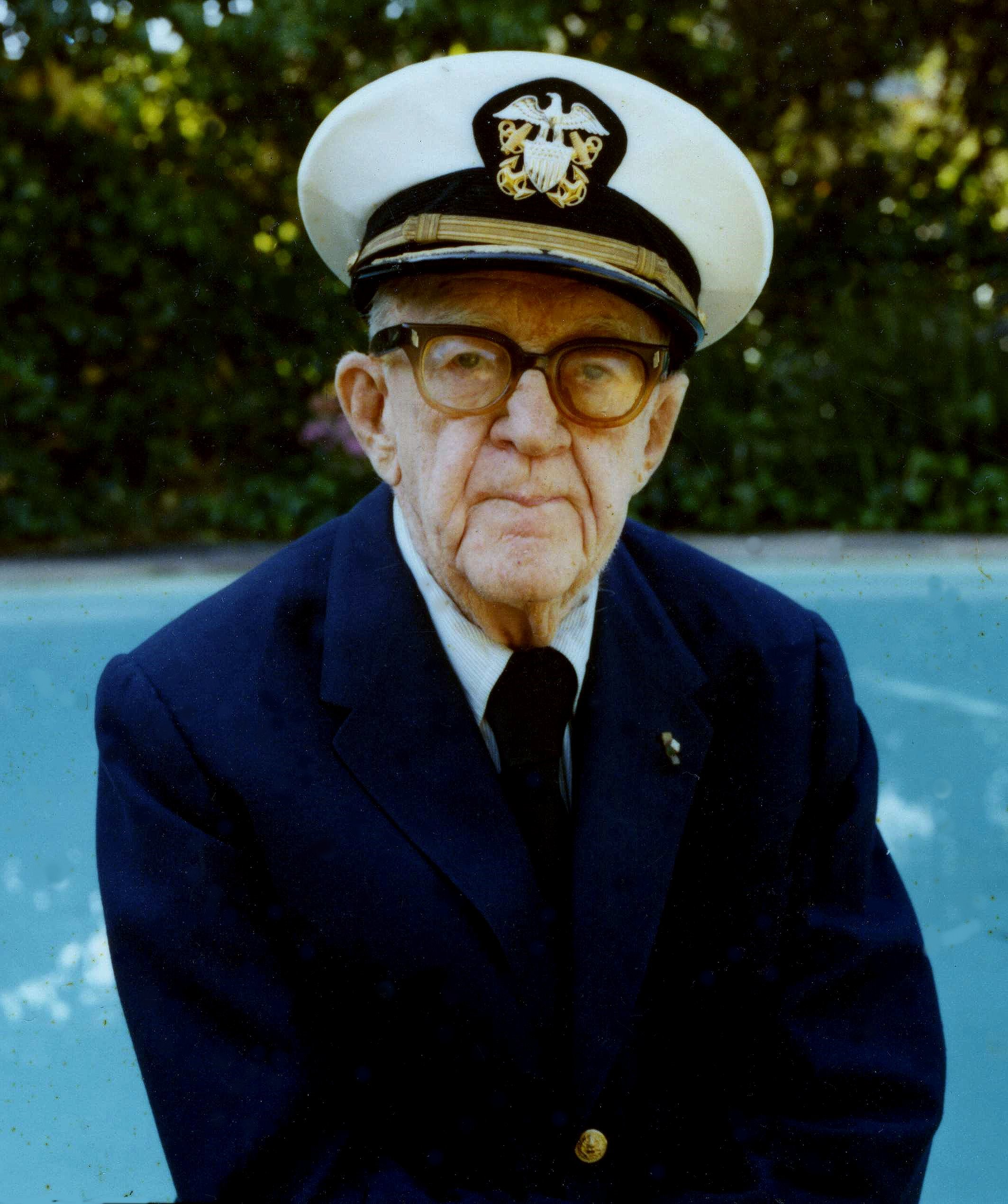
John Ford 1973-ban

Utolsó éveiben Ford egészsége hanyatlani kezdett, köszönhetően állandó dohányzásának és masszív italozásának. Emellett az 1960-as években nem igazán találta a helyét az új utakat kereső  Hollywoodban sem. Panaszkodott is, hogy teljesen beskatulyázták westernrendezőnek, és szinte képtelenség más műfajokban bizonyítania. Utolsó nagy filmje az 1962-ben bemutatott Aki megölte Liberty Valance-t című western, a főszerepekben John Wayne, James Stewart és Vera Miles volt látható. Az 53 éves Stewart helyére eredetileg fiatalabb színészt akartak, de attól tartván, hogy túl nagy lenne a kontraszt közte és az 54 éves Wayne között, a korban közeli Stewartra esett a választás. Az 1964-es Cheyenne ősz volt Ford leghosszabb (154 perces) és legdrágább (4,2 millió dolláros) produkciója, mely végül 1 millió dolláros veszteséggel zárt. Két évvel később forgatta utolsó mozifilmjét, a 7 Woment, mely Kínában tevékenykedő misszionáriusokról szólt Anne Bancrofttal a főszerepben.
Az 1970-es években egészségi állapota erősen romlani kezdett, rákkal küzdött, amely tolószékbe is kényszerítette. 1973. augusztus 31-én halt meg a kaliforniai Palm Desertben és a Holy Cross temetőben helyezték örök nyugalomra Culver Cityben.
Híres mondása: „Ha választhatsz az igazság és a legenda közt, válaszd a legendát!”

## Politikai nézetei
Ford kedvenc elnökei a republikánus Abraham Lincoln és a  demokrata Franklin D. Roosevelt és John F. Kennedy voltak. Bár ő ennek ellenére a Republikánus Párt tagja volt, csakúgy mint többek között a színész  John Wayne,  James Stewart vagy Maureen O’Hara.  1968-ban  Richard Nixonra szavazott és támogatta a vietnámi háborút is.

## Jelentősebb díjak és jelölések
- Oscar-díj
  - 1953 díj: legjobb rendező - A nyugodt férfi
  - 1953 jelölés: legjobb film - A nyugodt férfi
  - 1942 díj: legjobb rendező - Hová lettél, drága völgyünk?
  - 1941 díj: legjobb rendező - Érik a gyümölcs
  - 1940 jelölés: legjobb rendező - Hatosfogat
  - 1936 díj: legjobb rendező - A besúgó
- Golden Globe-díj
  - 1953 jelölés:  legjobb rendező - A nyugodt férfi
- Velencei Nemzetközi Filmfesztivál
  - 1952 jelölés: Arany Oroszlán - A nyugodt férfi
  - 1948 jelölés: Arany Oroszlán - A menekülő
  - 1935 jelölés: Mussolini Kupa - A besúgó

## Filmográfia
- 1966 - 7 Women rendező
- 1965 - A fiatal Cassidy (The Young Cassidy) rendező, producer
- 1964 - Cheyenne ősz (Cheyenne Autumn) rendező, producer
- 1963 - Kocsma a Csendes-óceánon (Donovan's Reef) rendező, producer
- 1962 - Aki megölte Liberty Valance-t (The Man Who Shot Liberty Valance) rendező, producer
- 1961 - Együtt vágtattak (Two Rode Together) rendező, producer
- 1960 - Rutledge őrmester (Sergeant Rutledge) rendező
- 1959 - Lovaskatonák (The Horse Soldiers) rendező
- 1958 - The Last Hurrah rendező, producer
- 1958 - Gideon's Day rendező
- 1957 - The Rising of the Moon rendező
- 1957 - A sasok szárnyai (The Wings of Eagles) rendező
- 1956 - Az üldözők (The Seachers) rendező
- 1955 - Mr. Roberts rendező
- 1955 - The Long Grey Line rendező
- 1953 - Mogambo rendező
- 1953 - The Sun Shines Bright rendező, producer
- 1952 - What Price Glory rendező
- 1952 - A nyugodt férfi (The Quiet Man) rendező, producer
- 1950 - Rio Grande rendező, producer
- 1950 - A karaván vezetője (Wagon Master) rendező
- 1950 - When Willie Comes Marching Home rendező
- 1949 - Sárga szalagot viselt (She Wore a Yellow Ribbon) rendező
- 1948 - Három keresztapa (3 Godfathers) rendező, producer
- 1948 - Apacserőd (Fort Apache) rendező
- 1947 - A menekülő (The Fugitive) rendező, producer
- 1946 - My Darling Clementine rendező
- 1941 - Hová lettél, drága völgyünk? (How Green Was My Valley) rendező
- 1941 - Tobacco Road rendező
- 1940 - Hosszú út haza (The Long Voyage Home) rendező, producer
- 1940 - Érik a gyümölcs (The Grapes of Wrath) rendező
- 1939 - Dobok a Mohawk mentén (Drums Along the Mohawk) rendező
- 1939 - Young Mr. Lincoln rendező
- 1939 - Hatosfogat (Stagecoach) rendező, producer
- 1938 - Flotta a víz alatt (Submarine Patrol) rendező
- 1938 - Four Men and a Prayer rendező
- 1937 - A hurrikán (The Hurricane) rendező
- 1937 - Wee Willie Winkie rendező
- 1936 - Az eke és a csillagok (The Plough and the Stars) rendező
- 1936 - Mary of Scotland rendező
- 1936 - The Prisoner of the Shark Island rendező
- 1935 - Steamboat Round the Bend rendező
- 1935 - A besúgó (The Informer) rendező, producer
- 1935 - The Whole Town's Talking rendező, producer
- 1934 - Judge Priest rendező
- 1934 - The World Moves On rendező
- 1934 - Az elveszett őrjárat (The Lost Patrol) rendező, producer
- 1933 - Doctor Bull rendező
- 1933 - Pilgrimage rendező
- 1932 - Flesh rendező, producer
- 1932 - Air Mail rendező
- 1931 - Arrowsmith rendező, producer
- 1931 - The Brat rendező
- 1931 - Seas Beneath rendező, producer
- 1930 - Up the River rendező
- 1930 - Born Reckless rendező
- 1930 - Men without Women rendező, producer
- 1929 - Salute rendező, producer
- 1929 - The Black Watch rendező
- 1929 - Strong Boy rendező
- 1928 - Riley the Cop rendező, producer
- 1928 - Hangman's House rendező, producer
- 1928 - Four Sons rendező, producer
- 1928 - Mother Machree rendező, producer
- 1927 - Upstream rendező
- 1926 - The Blue Eagle rendező, producer
- 1926 - Zsiványbecsület (3 Bad Men) rendező, producer
- 1926 - The Shamrock Handicap rendező, producer
- 1925 - Kentucky Pride rendező
- 1925 - Lightnin rendező
- 1924 - A tűzparipa (The Iron Horse) rendező, producer
- 1923 - Cameo Kirby rendező
- 1921 - The Big Punch rendező
- 1920 - Just Pals rendező
- 1917 - Bucking Broadway rendező
- 1917 - Straight Shooting rendező
- 1917 - The Fighting Gringo rendező

## Fordítás
- Ez a szócikk részben vagy egészben  a   John_Ford című angol Wikipédia-szócikk fordításán alapul.  Az eredeti cikk szerkesztőit annak laptörténete sorolja fel. Ez a jelzés csupán a megfogalmazás eredetét és a szerzői jogokat jelzi, nem szolgál a cikkben szereplő információk forrásmegjelöléseként.